# کارابجاک (کوزان)
کارابجاک (به ترکی استانبولی: Karabucak) یک منطقهٔ مسکونی در ترکیه است که در قوزان (ترکیه) واقع شده‌است.